# Gabriele d'Annunzio
  Gabriele d'Annunzio  (italià: Gabriele D’Annunzio)  (Pescara, 12 de març de 1863 - Gardone Riviera, 1 de març de 1938) fou un novel·lista, poeta i dramaturg italià.
En política des del 1897, milità en partits d'extrema dreta i després en el socialisme. Posteriorment adoptà la ideologia feixista (era amic de Mussolini). El 1921 va ser escollit membre estranger de l'Académie royale de langue et de littérature françaises de Belgique.
Durant quinze mesos tingué sota el seu poder l'enclavament de Fiume, en protesta per la pèrdua de la sobirania d'Itàlia i declarant l'Estat Lliure de Fiume, després de quedar controlat pels aliats a la fi de la Primera Guerra Mundial.

## Biografia

### Primers anys i família

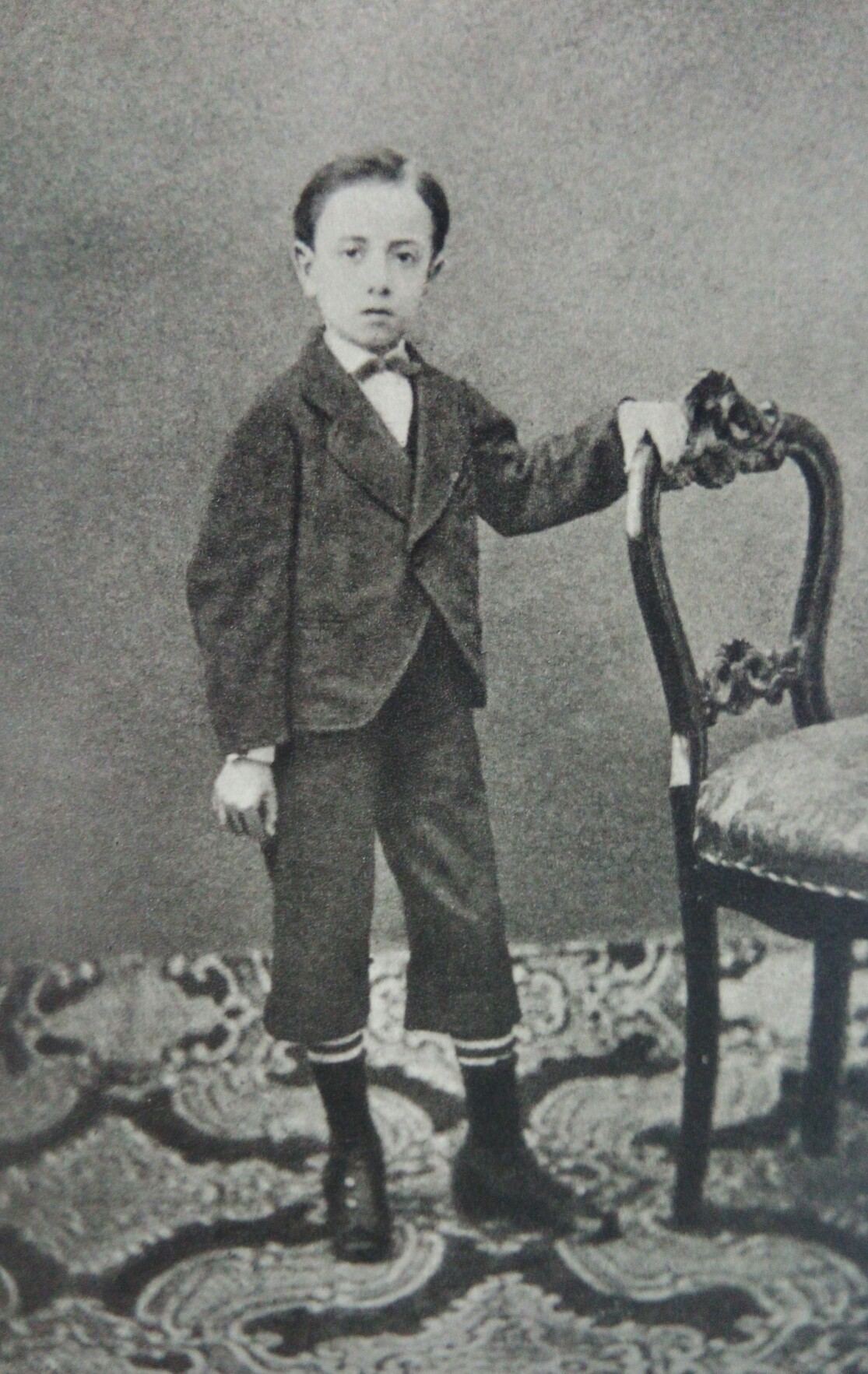
D'Annunzio el 1870, 7 anys

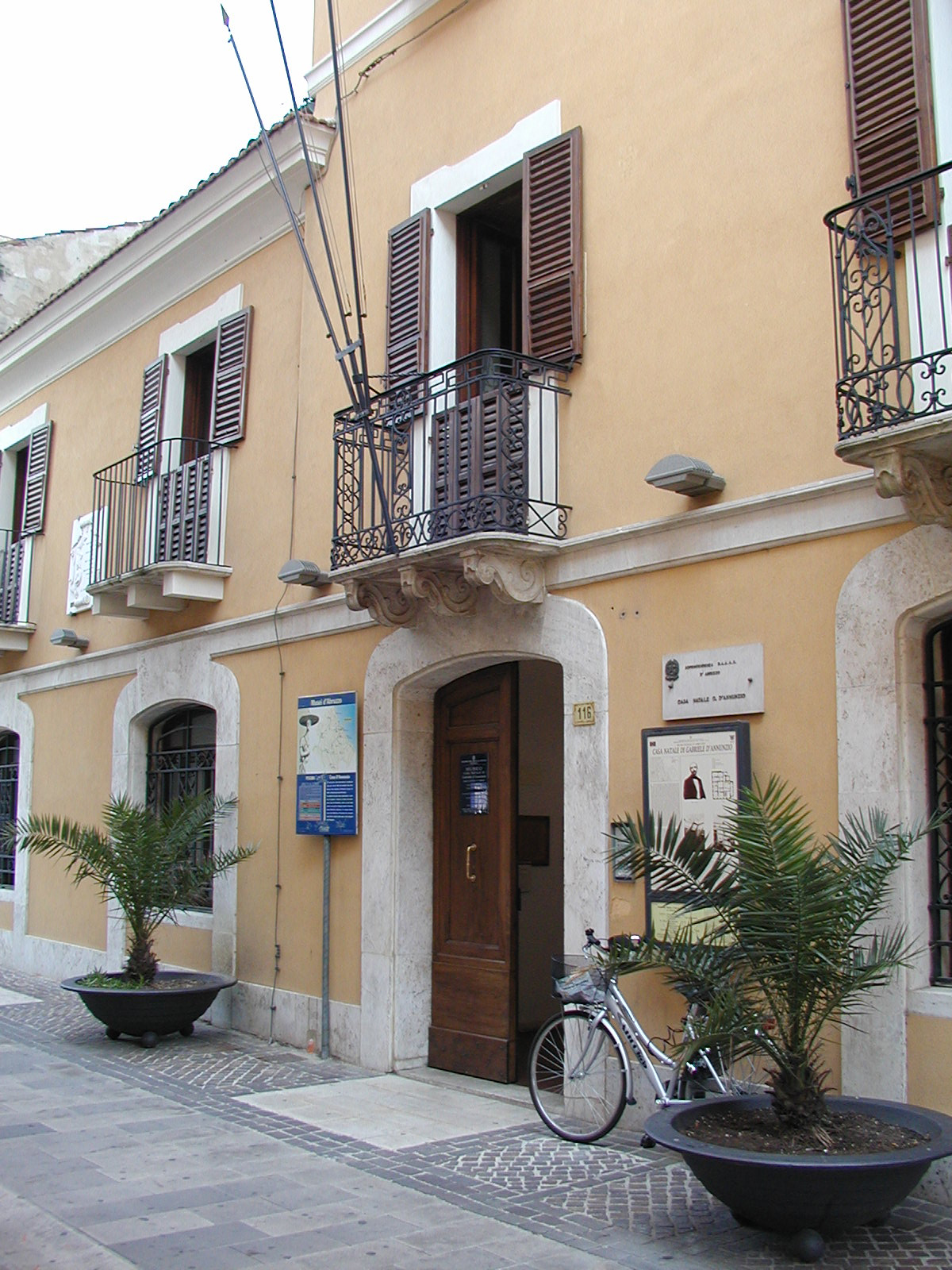
Casa natal del Museu Gabriele D'Annunzio a Pescara

D'Annunzio va néixer al municipi de Pescara, a l'actual regió italiana dels Abruços, fill d'un terratinent i alcalde ric de la ciutat, Francesco Paolo Rapagnetta D'Annunzio (1838–1893) i la seva dona Luisa de Benedictis. (1839–1917). El seu pare va néixer Francesco Paolo Rapagnetta, el sisè fill de Camillo Rapagnetta, un sabater, i de Rita Olimpia Lolli. Als 13 anys, va ser adoptat per una germana de la seva mare Rita, Anna Lolli, que s'havia tornat a casar, després de la mort del seu primer marit, un ric comerciant i armador, Antonio D'Annunzio. L'avi patern de D'Annunzio, Camillo Rapagnetta (1795–1866) va registrar el seu naixement. La llegenda diu que D'Annunzio va ser batejat inicialment Gaetano i li va rebre el nom de Gabriele més tard en la infància a causa de la seva mirada angelical; aquesta història és purament fictícia, com es pot veure en el certificat de naixement i els registres de baptisme de D'Annunzio, que registren a Gabriele tant com el seu nom de naixement com de baptisme.
El talent precoç de D'Annunzio va ser reconegut a principis de la vida, i va ser enviat a l'escola al Liceo Cicognini de Prato, Toscana. Va publicar els seus primers poemes –un petit volum de versos anomenat Primo Vere– l'any 1879, als setze anys i encara a l'escola. Influenciat per l'Odi barbare de Giosuè Carducci, va col·locar algunes imitacions quasi brutals de Lorenzo Stecchetti, el poeta de moda de Postuma, al costat de les traduccions del llatí. El seu vers va ser tan distingit que el crític literari Giuseppe Chiarini, en llegir-lo, va portar al públic el jove desconegut en un article entusiasta.
El 1881, D'Annunzio ingressà a la Universitat de Roma La Sapienza, on esdevingué membre de diversos grups literaris, entre ells Cronaca Bizantina, i va escriure articles i crítiques per a diaris locals. En aquells anys universitaris, va començar a promoure l'irredentisme italià.

### Obra literària
D'Annunzio va publicar Canto novo (1882), Terra vergine (1882), L'intermezzo di rime (1883), Il libro delle vergini (1884) i la major part dels contes que després es van recollir sota el títol general de San Pantaleone (1886). Canto novo conté poemes plens de joventut palpitant i la promesa del poder, alguns descriptius del mar i alguns del paisatge abruços, comentats i completats en prosa per Terra vergine, aquest últim un recull de contes que tracten en llenguatge radiant la vida pagesa de la província natal de l'autor. Intermezzo di rime és l'inici de la segona i característica manera de D'Annunzio. La seva concepció de l'estil era nova i va optar per expressar totes les vibracions més subtils de la vida voluptuosa. Tant l'estil com els continguts van començar a sorprendre els seus crítics; alguns que l'havien rebut com un enfant prodige el van rebutjar com a pervertidor de la moral pública, mentre que altres el van aclamar com un que aportava una alenada d'aire fresc i un impuls de nova vitalitat a l'obra una mica prim i sense vida produïda fins aleshores.
Mentrestant, Angelo Sommaruga, editor de D'Annunzio va morir enmig de l'escàndol, i el seu grup d'autors joves es va trobar dispers. Alguns van entrar a la carrera docent i es van perdre en la literatura, d'altres es van llançar al periodisme. D'Annunzio va fer aquest darrer curs, i es va incorporar a l'estat major de la Tribuna, sota el pseudònim de Duca Minimo. Aquí va escriure  Il libro d'Isotta (1886), un poema d'amor, en el qual per primera vegada es va inspirar adaptat als sentiments i passions moderns dels rics colors del Renaixement. Il libro d'Isotta també és interessant perquè s'hi poden trobar la majoria dels gèrmens del seu futur treball, igual que a Intermezzo melico  i en determinades balades i sonets es poden trobar descripcions i emocions que després van formar els continguts estètics d'Il piacere , Il trionfo della morte i Elegie romane (1892).
La primera novel·la de D'Annunzio Il Piacere (1889, va ser seguit el 1891 per Giovanni Episcopo, i el 1892 per L'innocente. Aquestes tres novel·les van causar una profunda impressió. L'innocente va atreure l'atenció i els aplaudiments de la crítica estrangera. La seva següent obra, Il trionfo della morte (El triomf de la mort) (1894), va ser seguida aviat per Le vergini delle rocce (Les donzelles de les roques) (1896) i Il fuoco (1900); aquesta última és, en les seves descripcions de Venècia, potser l'exaltació més ardent d'una ciutat existent en qualsevol llengua.

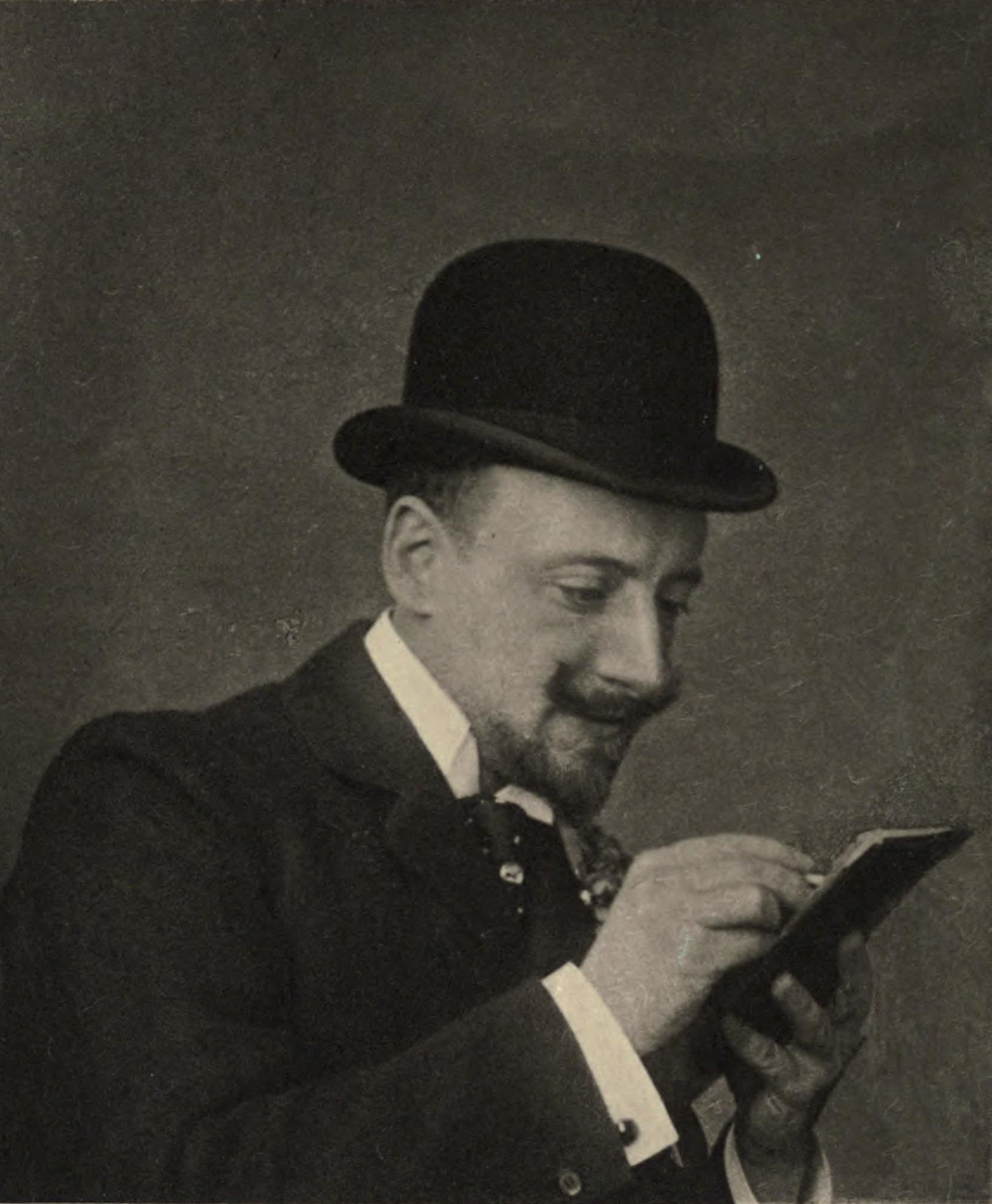
D'Annunzio el 1903

L'obra poètica de D'Annunzio d'aquest període, en la majoria dels aspectes la seva millor, està representada per Il Poema Paradisiaco (1893), l'Odi navali (1893), un magnífic intent de poesia cívica, i Laudi (1900). Una fase posterior de l'obra de D'Annunzio és la seva producció dramàtica, representada per Il sogno di un mattino di primavera (1897), una fantasia lírica en un acte, i la seva Città Morta (La ciutat morta) (1898), escrit per a Sarah Bernhardt. El 1898 va escriure el seu Sogno di un pomeriggio d'autunno  i La Gioconda; l'any següent La gloria, un intent de tragèdia política contemporània que no va tenir èxit, probablement per l'audàcia de les al·lusions personals i polítiques en algunes de les seves escenes; i després Francesca da Rimini (1901), basada en un episodi de l'Infern de Dante Alighieri; una reconstrucció perfecta de l'atmosfera i l'emoció medievals, d'estil magnífic, i declarada per un autoritzat crític italià –Edoardo Boutet– com la primera tragèdia real, encara que imperfecta, que s'ha donat mai al teatre italià. Va ser adaptat per Tito Ricordi per convertir-se en el llibret de l'òpera Francesca da Rimini de Riccardo Zandonai, que es va estrenar el 1914.
El 1883, D'Annunzio es va casar amb Maria Hardouin di Gallese i va tenir tres fills, Mario (1884-1964), Gabriele Maria Gabriellino (1886-1945) i Ugo Veniero (1887-1945), però el matrimoni va acabar el 1891. El 1894, va començar una història d'amor amb l'actriu Eleonora Duse que es va convertir en una cause célèbre. Li va proporcionar papers principals a les seves obres de l'època com La città morta (1898) i Francesca da Rimini (1901), però la tempestuosa relació va acabar finalment el 1910. Després de conèixer la marquesa Luisa Casati l'any 1903, va començar una convulsa aventura amb ella que va durar fins uns anys abans de la seva mort.

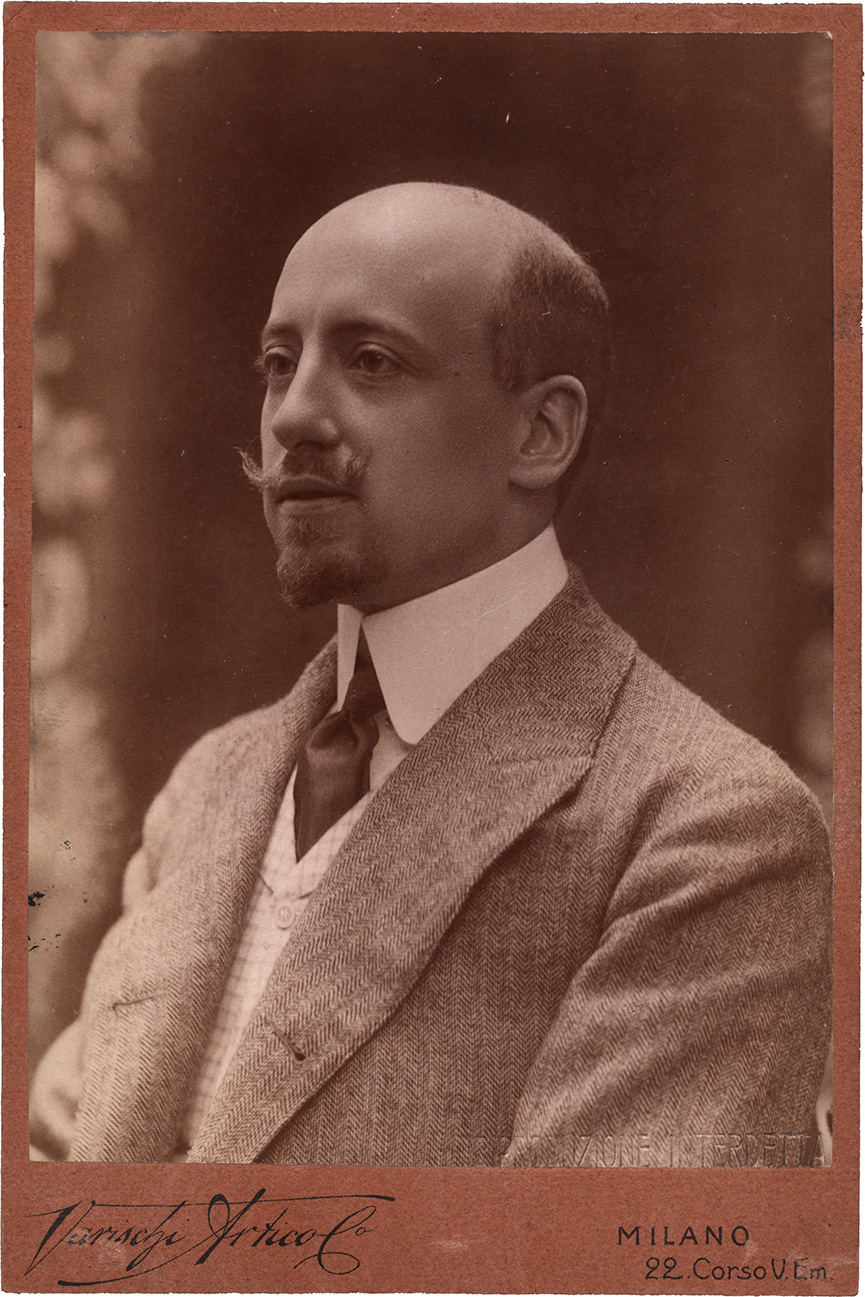
D'Annunzio en una foto abans de 1938

El 1897, D'Annunzio va ser elegit a la Cambra dels Diputats per a un mandat de tres anys, on es va asseure com a independent. El 1910, el seu estil de vida temerari l'havia obligat a endeutar-se i va fugir a França per escapar dels seus creditors. Allà va col·laborar amb el compositor Claude Debussy en una obra musical, Le Martyre de saint Sébastien (El martiri de Sant Sebastià), 1911, escrita per a Ida Rubinstein. La Santa Seu va reaccionar col·locant totes les seves obres a l'Índex de llibres prohibits. L'obra no va tenir èxit com a obra, però ha estat adaptada diverses vegades, sobretot per Pierre Monteux (en francès), Leonard Bernstein (cançons en francès, diàlegs en anglès) i Michael Tilson Thomas (en francès). El 1912 i el 1913, D'Annunzio va treballar amb el compositor d'òpera Pietro Mascagni, escrivint el llibret de l'òpera Parisina, allotjant-se de vegades en una casa llogada pel compositor a Bellevue, prop de París. D'Annunzio va insistir que tot el llibret, llarg, s'havia de musicar, la qual cosa finalment va significar que l'obra era massa llarga per al públic de l'època, i va requerir que s'eliminés tot l'últim acte.
El 1901, D'Annunzio i Ettore Ferrari, el Gran Mestre del Gran Orient d'Itàlia, van fundar la Università Popolare di Milano, situada a la via Ugo Foscolo. D'Annunzio va pronunciar el discurs inaugural i posteriorment es va convertir en professor associat i professor de la mateixa institució. El 1902, D'Annunzio va visitar Istria, una  terra irredent , llavors sota domini austrohongarès. Va ser rebut a Pazin per un  vessament de flors que baixava des de les finestres de les cases amuntegades, va visitar el gimnàs italià i va rebre un homenatge dissenyat per la futura esposa de Francesco Salata. En una carta adreçada al mateix historiador italià, D'Annunzio es felicitava pel civisme de la població italiana que hi vivia, elogiant la lluita de la gran, múltiple, transfiguradora civilització llatina contra els abusos bàrbars.
D'Annunzio va ser un Gran Mestre de la Gran Lògia d'Itàlia, de ritu escocès que el 1908 s'havia separat del Gran Orient d'Itàlia. Posteriorment, es va adherir al moviment místic i filosòfic conegut com a Martinisme, col·laborant a Rijeka amb altres maçons i ocultistes de ritu escocès de 33è grau com Alceste De Ambris, Sante Ceccherini, i Marco Egidio Allegri. La iniciació maçònica de D'Annunzio seu testimonia l'elecció de símbols maçònics per a la bandera de la regència de Carnaro com l'Uròbor i les set estrelles de l'Ossa Major.

### Primera Guerra Mundial

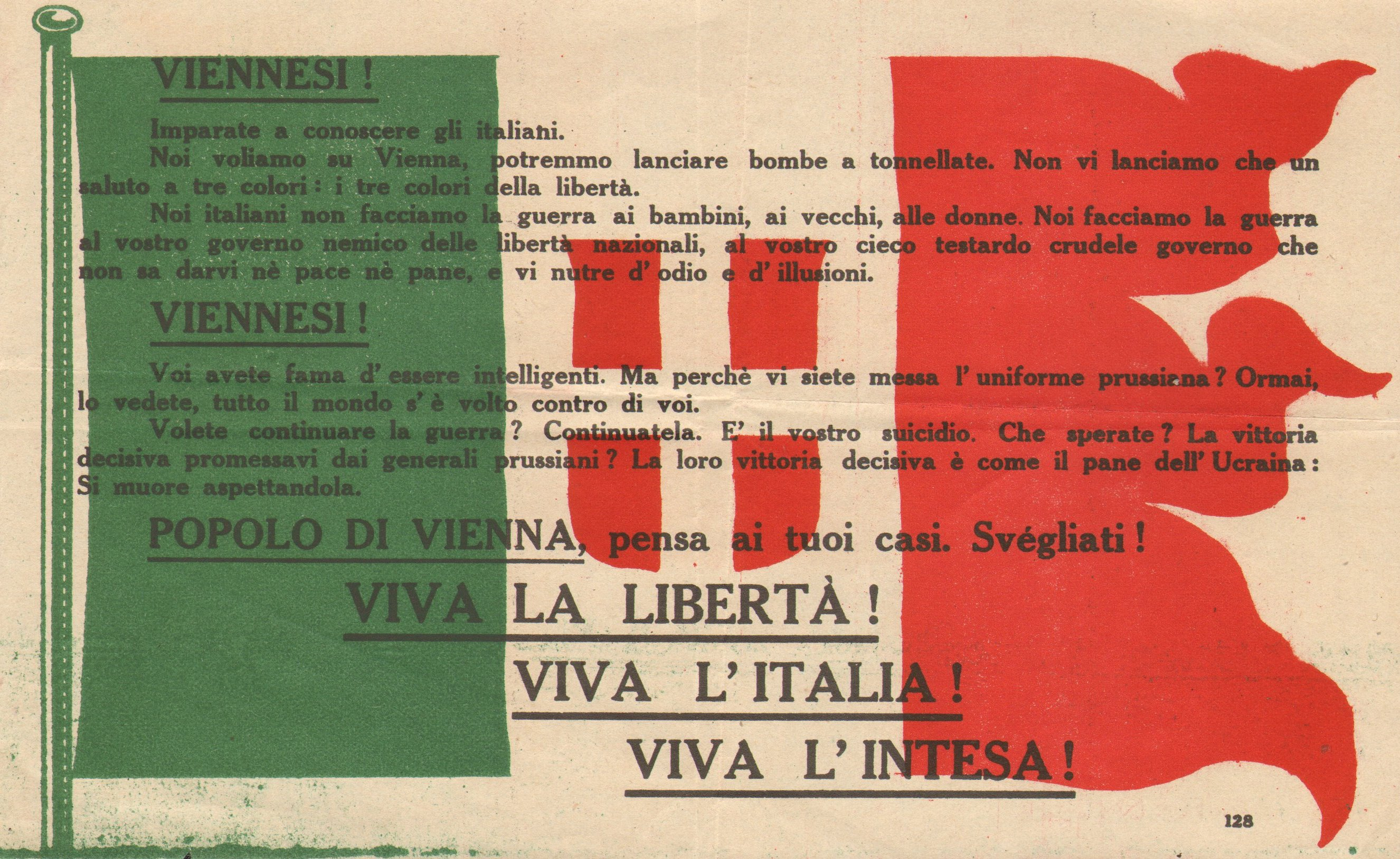
Traducció a l'italià del fulletó de propaganda que D'Annunzio va llançar des del seu avió durant el seu vol per sobre de Viena

Després de l'inici de la Primera Guerra Mundial, D'Annunzio va tornar a Itàlia i va fer discursos públics a favor de l'entrada d'Itàlia al costat de la Triple Entesa. Des que va fer un vol amb Wilbur Wright el 1908, D'Annunzio s'havia interessat en l'aviació. Amb l'inici de la guerra es va oferir voluntari i va aconseguir més celebritat com a pilot de caça, perdent la vista d'un ull en un accident de vol.

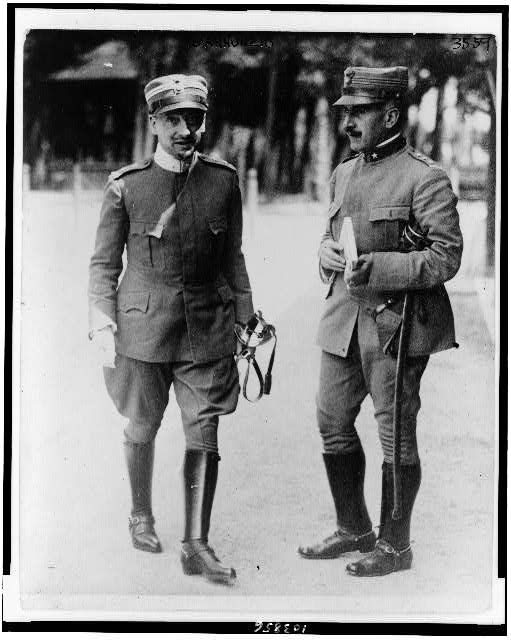
D'Annunzio (esquerra) amb un company d'oficial

El febrer de 1918, va participar en una incursió agosarada, encara que militarment irrellevant, al port de  Burla de Bakar de (conegut a Itàlia com La beffa di Buccari, ajudant a elevar l'ànim del públic italià, encara maltractat pel desastre de Caporetto. El 9 d'agost de 1918, com a comandant del 87è esquadró de caces La Serenissima, va organitzar una de les grans gestes de la guerra, liderant nou avions en un viatge d'anada i tornada de 700 milles per llançar fulletons de propaganda a Viena. Això és va anomenar en italià il Volo su Vienna.

### Fiume
La guerra va enfortir les opinions ultranacionalistes i irredentistes italianes de D'Annunzio, i va fer una àmplia campanya perquè Itàlia assumís un paper al costat dels seus aliats en temps de guerra com a potència europea de primer ordre. Enfadat per la proposta de lliurament de la ciutat de Fiume (actual Rijeka a Croàcia) la població de la qual, fora dels suburbis, era majoritàriament italiana, a la Conferència de Pau de París, el 12 de setembre de 1919, va liderar la presa per 2.000 irregulars nacionalistes italians de la ciutat, forçant la retirada de les forces d'ocupació aliades (americanes, britàniques i franceses). Els conspiradors van intentar que Itàlia s'annexionés Fiume, però se'ls va negar. En canvi, Itàlia va iniciar un bloqueig de Fiume mentre exigia que els conspiradors es rendissin.

Veïns de Fiume aplaudint l'arribada de Gabriele D'Annunzio i els seus Legionari el setembre de 1919, quan Fiume tenia 22.488 (62% de la població) italians en una població total de 35.839 habitants.

D'Annunzio va declarar llavors Fiume un estat independent, la Regència Italiana del Carnaro; la Carta de Carnaro va prefigurar gran part del sistema feixista italià posterior, amb ell mateix com a Duce (líder). Alguns elements de la Marina Reial Italiana, com el destructor Espero, es van unir a les forces locals de D'Annunzio. Va intentar organitzar una alternativa a la Societat de Nacions per a les nacions (seleccionades) oprimides del món (com els irlandesos, a qui D'Annunzio va intentar armar el 1920), i va intentar fer aliances amb uns quants grups separatistes de tot arreu  (sobretot grups d'italians, encara que també alguns grups eslaus i albanesos), encara que sense gaire èxit. D'Annunzio va ignorar el Tractat de Rapallo i va declarar la guerra a la mateixa Itàlia, només finalment va rendir la ciutat el 29 de desembre de 1920 després d'un bombardeig de la marina italiana i cinc dies de combat.

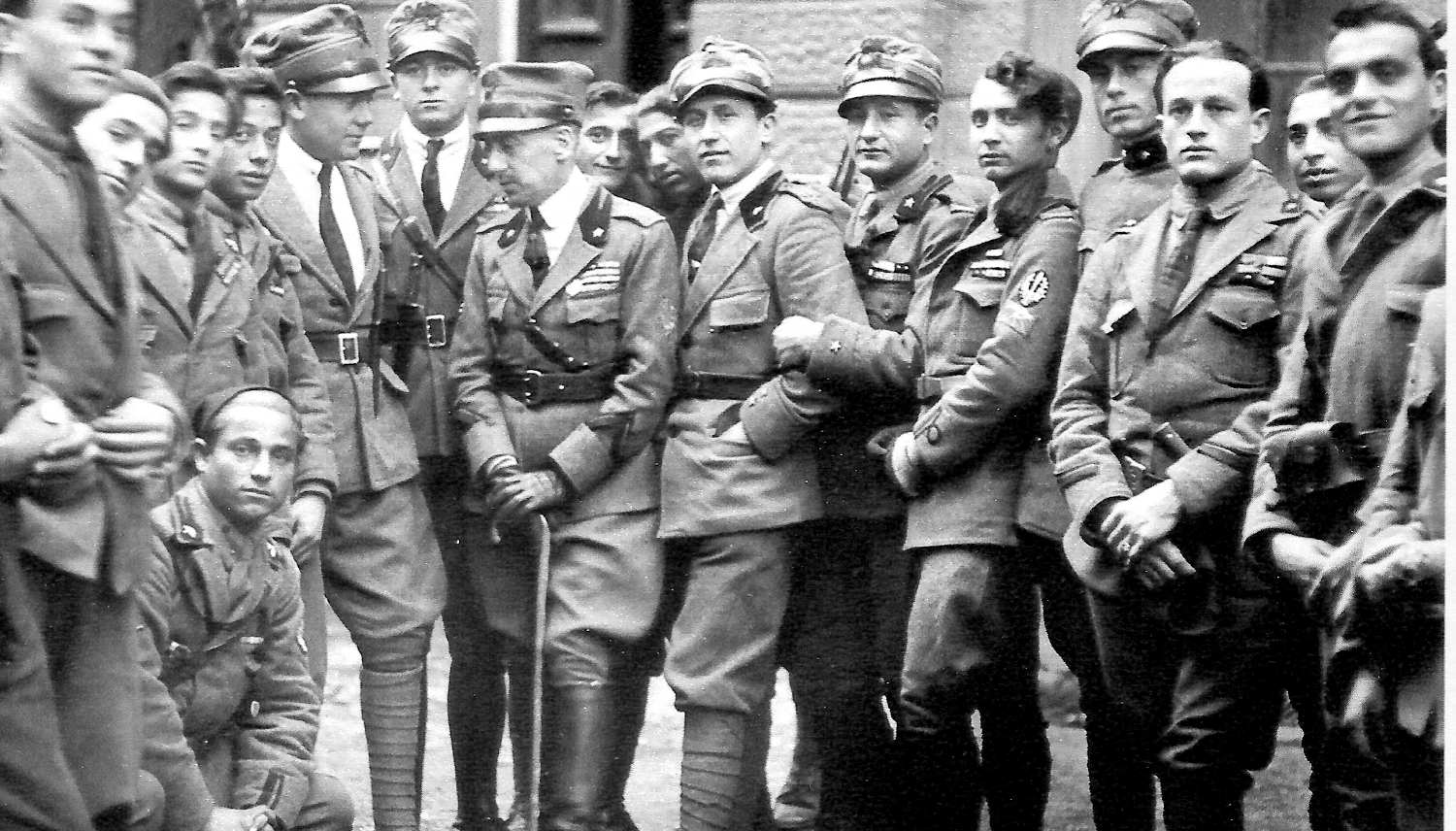
D'Annunzio (prop del centre amb bastó) amb alguns legionaris (components del departament d'Arditi de l'Exèrcit Reial Italià) a Fiume el 1919. Al costat de D'Annunzio (dreta) hi ha Arturo Avolio, tinent i comandant del departament d'Arditi de la Brigada de Bolonya.

### Últims anys

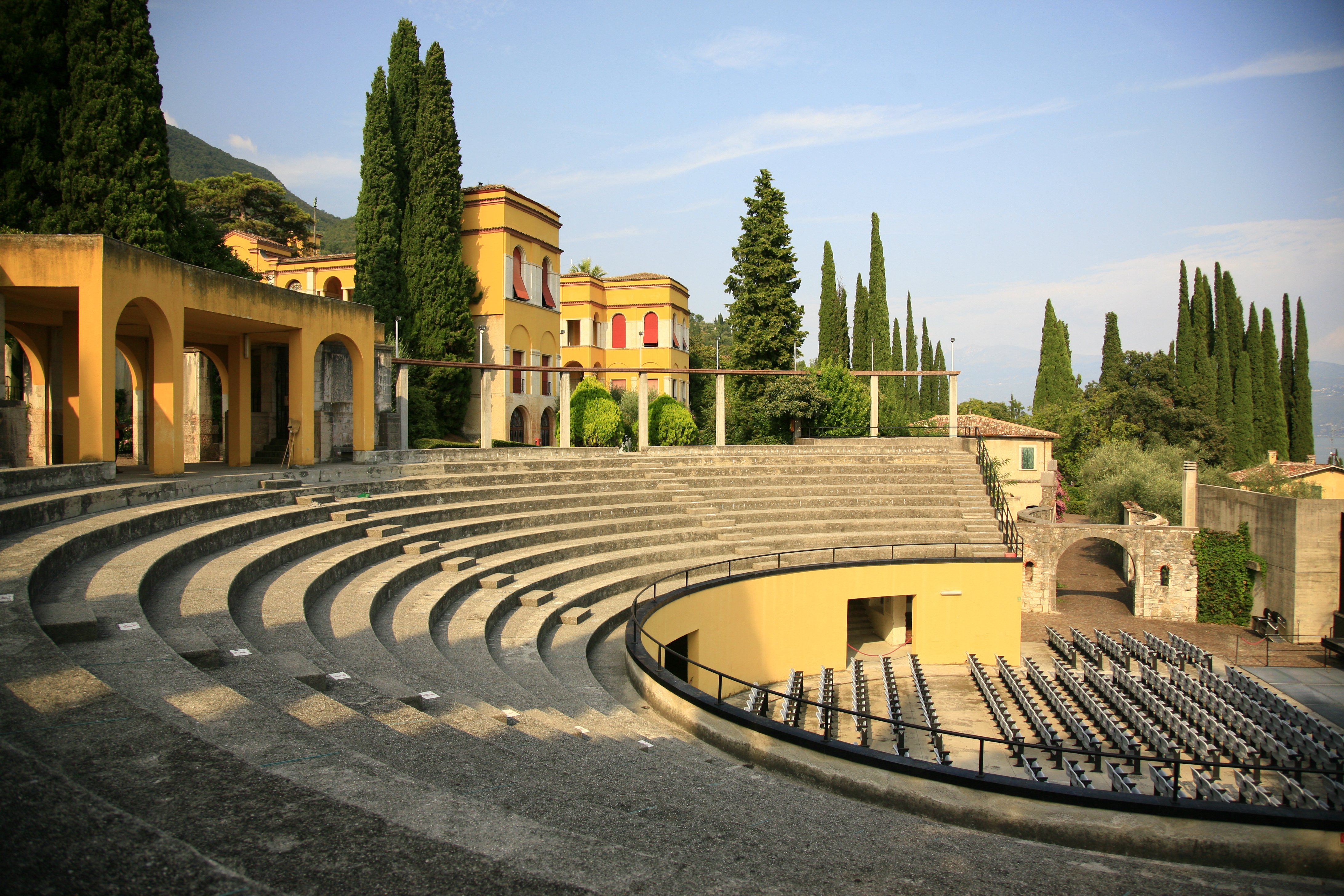
Vila de Vittoriale degli italiani

Després de l'episodi de Fiume, D'Annunzio es va retirar a casa seva al llac de Garda i va passar els seus últims anys escrivint i fent campanya. Encara que D'Annunzio va tenir una forta influència en la ideologia de Benito Mussolini, mai no es va implicar directament en la política del govern feixista a Itàlia. El 1922, poc abans de la marxa sobre Roma, va ser empès per una finestra per un agressor desconegut, o potser simplement va relliscar i va caure ell mateix mentre estava ebri. Va sobreviure però va quedar molt ferit i es va recuperar només després que Mussolini fos nomenat primer ministre.
El 1924, D'Annunzio va ser ennoblit pel rei Víctor Manuel III d'Itàlia i li va rebre el títol hereditari de príncep de Montenevoso (italià: Principe di Montenevoso ). El 1937 va ser nomenat president de la Reial Acadèmia d'Itàlia. D'Annunzio va morir el 1938 d'un ictus, a la seva casa de Gardone Riviera. Mussolini li va donar un funeral d'estat i va ser enterrat en una magnífica tomba construïda amb marbre blanc a Il Vittoriale degli Italiani. El seu fill, Gabriellino D'Annunzio, va ser director de cinema. La seva pel·lícula de 1921 The Ship es va basar en una novel·la del seu pare. El 1924, va codirigir l'èpica històrica  Quo Vadis, un fracàs costós, abans de retirar-se del cinema.

## Vittoriale degli italiani
La seva casa Vittoriale degli italiani («monument a la victòria dels italians») al municipi de Gardone Riviera alberga un conjunt de museus, dirigit des de 2008 per l'historiador i publicista Giordano Bruno Guerri.

## Novel·les
- Il Piacere, 1889
- Giovanni Episcopo, 1891
- L'innocente, 1892
- Il trionfo della morte, 1894
- Le vergini delle rocce, 1895
- Il fuoco, 1900
- Forse che sì forse che no, 1910.

## Obra dramàtica
- Sogno d'un mattino di primavera, 1897.
- Sogno d'un tramonto d'autunno, 1897.
- La gloria, 1899.
- La città morta, 1899.
- La Gioconda, 1899.
- Francesca da Rimini, 1902. Obra a la qual hi posà música el compositor sicilià Antonio Scontrino (1850-1922)[29]
- L'Etiopia in fiamme, 1904.
- La figlia di Jorio, 1904.
- La fiaccola sotto il moggio, 1905.
- Più che l'amore, 1906.
- La nave, 1908.
- Fedra, 1909.
- Le Chèvrefeuille, 1910.
- Il ferro, 1910.
- Le martyre de Saint Sébastien, 1911.
- Parisina, 1912.
- La Pisanelle, 1913.
- Il Fuoco, Obra a la qual hi posà música el compositor florentí Enrico Toselli (1833-1926)[30]

## Traduccions al català
- La llàntia de l'odi, traducció de Salvador Vilaregut i Martí de l'obra La fiaccola sotto il moggio. Fou estrenada al Teatre Romea el 10 de gener del 1908, amb Margarida Xirgu com a actriu principal i direcció d'Adrià Gual. Edició del 1908.[31]
- L'innocent. Traducció d'Alba Dedeu. Martorell: Adesiara editorial, 2016